# Macedonische Studien
Вижте пояснителната страница за други значения на Македонски изследвания.
Macedonische Studien (в превод Македонски изследвания) е произведение на словенския лингвист Ватрослав Облак (1864 – 1896), излязло посмъртно в 1896 година като издание на Императорската академия на науките във Виена, Австро-Унгария. Книгата е издадена от учителя на Облак, Ватрослав Ягич и отразява резултатите на пътуването на Облак в Македония, Османската империя, с цел изучаване на солунския говор и определяне на произхода на старославянския (старобългарския) език. Книгата опровергава т. нар. панонска теория, според която Кирилометодиевият език е този на панонските славяни, и доказва, че старобългарският език е основан на говорите около Солун.